# Janina Giżycka
Janina Giżycka (ur. 16 maja 1877 w Wiktorówce w okolicach Kamieńca Podolskiego, zm. 24 września 1937 w Krakowie) – pielęgniarka w czasie I wojny światowej oraz III powstania śląskiego, działaczka społeczna i oświatowa.

## Życiorys
Przyszła na świat w majątku dziadków – Tytusa Leśniewicza i Joanny Giżyckiej. Była córką Jana Marka Giżyckiego (historyka i genealoga) oraz Modesty Laury z Leśniewiczów. Ojciec był właścicielem majątku Bogdanówka na Wołyniu. Janina miała dwóch braci: Iwona (ur. 1882) i Franciszka Józefa (ur. 1885) oraz siostrę – Julię Laurę. Była najstarsza z rodzeństwa.
Została wychowana w tradycjach patriotycznych. Początkowo uczyła się w domu, potem w Mitawie w niemieckiej wyższej szkole żeńskiej, zamienionej na rosyjskie gimnazjum. Organizowała kursy samokształcące, prowadziła tajne nauczanie języka polskiego dla dzieci i dorosłych. W 1894 wydalono ją ze szkoły z wilczym biletem i zasądzono areszt domowy za odmówienie udziału w nabożeństwie w intencji cara Aleksandra III. Rodzina straciła majątek i została wydalona z Rosji. Po śmierci cara Janina została objęta amnestią.
W 1895 wraz z rodzicami przeniosła się do Krakowa. Wraz z matką działała w Towarzystwie Szkoły Ludowej. W ramach Koła Pań uczestniczyła w pracy społeczno-oświatowej głównie dla Górnego Śląska. Kiedy do Krakowa przyjeżdżały osoby z tego regionu, Giżycka wraz z innymi działaczkami koła oprowadzały ich po mieście, organizowały uroczystości o charakterze patriotycznym. Giżycka była członkinią komitetu obchodu 125. rocznicy przysięgi Tadeusza Kościuszki. W latach 1895–1900 prowadziła pogadanki z literatury i historii Polski dla kobiet pracujących zawodowo. Na wsiach urządzała odczyty, pisała odezwy i artykuły prasowe, próbowała swoich sił w nowelach i impresjach.
Ukończyła Wyższe Kursy dla Kobiet w Krakowie. Od 1900 uczyła się we Francji (klasztor urszulanek w Beaugency, wolna słuchaczka wykładów z języka francuskiego i literatury na Sorbonie, College de France).
W czasie pobytu w Paryżu należała do Towarzystwa Literatów i Dziennikarzy Polskich. Po powrocie do kraju pracowała jako prywatna nauczycielka na Kresach Wschodnich. Poza tym potajemnie i za darmo uczyła dzieci robotników, prowadziła wędrowną bibliotekę, organizowała odczyty. Pozostawała w kontakcie z Krakowem i była łączniczką. Przewoziła bibułę na Podole i Zagłębie Dnieprowskie. Publikowała w „Przeglądzie”, „Przedświcie”, „Słowie Polskim”, „Czynie”.
W 1902 uczęszczałą na kursy pielęgniarstwa w Krakowie, Berlinie i Paryżu.
W 1905, po ukończeniu praktyk w szpitalu w Krakowie, wyjechała do Karlstadu, gdzie pracowała jako pielęgniarka, a w wolnych chwilach zwiedzała środkową Europę.
W 1914 wyjechała do Krakowa jako siostra Czerwonego Krzyża. W czasie I wojny światowej pracowała w szpitalach wojskowych. Prowadziła kursy sanitarne dla dziewcząt. Angażowała się w działania na rzecz Towarzystwa Opieki nad Legionistami, prowadziła dla nich kursy oświatowe. Dwukrotnie w 1915 wyjeżdżała w teren, szczepiąc przeciw ospie ok. 800 osób dziennie. W tym czasie przeprowadzała pogadanki oświatowo-religijne dla mieszkańców i mieszkanek regionu. W 1917 powróciła do pracy wśród żołnierzy.
We wrześniu 1920, po śmierci matki, wyjechała do Bytomia, wysłana przez Warszawski Komitet Pomocy dla Górnego Śląska. Pracowała w Wydziale Prawnym Polskiego Komisariatu Plebiscytowego w Hotelu Lomnitz, a także w Wydziale Organizacyjnym. Uczestniczyła w wiecach patriotycznych, przemawiała, agitując za przynależnością Śląska do Polski, organizowała odczyty. Prowadziła zajęcia z języka polskiego. Pracowała w delegaturze Polskiego Czerwonego Krzyża w Bytomiu. Szkoliła dziewczęta i kobiety z Towarzystwa Polek, Towarzystwa Gimnastycznego „Sokół” i kół śpiewaczych w zakresie udzielania pierwszej pomocy. Działała też w wydziale organizacyjnym, dbając o porządek w hotelu i kuchnię oraz organizując wieczory towarzyskie. Była instruktorką Kół Polek. Jeżdżąc po Górnym Śląsku, organizowała kursy języka polskiego.
W czasie III powstania śląskiego kierowała punktem żywnościowo-opatrunkowym w Szopienicach i Łabędach. Nadzorowała działalność m.in. Natalii Agnieszki Ogrodnik-Popowicz, która pracowała jako sanitariuszka w Łabędach.
Po powrocie do Krakowa jako delegatka Towarzystwa Szkół Ludowych wizytowała obozy dla powstańców śląskich i obozy dla polskich uchodźców. Jeździła do Warszawy, by interweniować w sejmie w sprawie Górnego Śląska. Utrzymywała kontakty z kobietami z Polskiego Białego Krzyża i Towarzystwa Polek w Warszawie.
W 1922 jako delegatka Koła Pań Towarzystwa Szkoły Ludowej brała udział w uroczystym powrocie Górnego Śląska do Polski, zorganizowanych w Królewskiej Hucie. Tam też, przy ul. Sobieskiego 3, zamieszkała. Pracowała jako nauczycielka języka francuskiego w Miejskim Gimnazjum Żeńskim. Była redaktorką bezpartyjnego „Głosu Porannego”. Przygotowywała dodatek niedzielny dla kobiet. W Miejskiej Wyższej Szkole dla Kobiet od 1923 prowadziła Czytelnię Narodową im. Marii Parczewskiej.
Od 1924 należała do Krakowskiego Koła Polskiego Towarzystwa Antropozoficznego im. Jana Łaskiego.
W 1925, po śmierci ojca, na własny koszt wyjechała do Francji, gdzie wizytowała osiedla robotników polskich. Uczestniczyła w pierwszej polskiej pielgrzymce narodowej do Lourdes, w której wzięli udział robotnicy, rzemieślnicy, służba domowa, duchowni i inteligencja. W 1927 pojechała do Lisieux, by odwiedzić grób św. Teresy.
W 1929 zdała egzamin bibliotekarski przy Krakowskiej Szkole Nauk Społecznych im. Adriana Baranieckiego. Prowadziła prywatne lekcje języka francuskiego i polskiego.
W 1929 spisała wspomnienia z okresu pracy powstańczej i plebiscytowej. Zostały umieszczone w Księdze pamiątkowej pracy społeczno-narodowej kobiet na Śląsku od r. 1880 – r. 1922, przygotowanej pod kierownictwem Olgi Zarzyckiej-Ręgorowicz na Powszechną Wystawę Krajową w Poznaniu. W 2019 relacja została wydana przez Muzeum Górnośląskie w Bytomiu w edycji źródłowej pt. Zanim nastała Polska... Praca społeczna kobiet w okresie powstań i plebiscytu na Górnym Śląsku. Wybór relacji.
Pochowano ją w rodzinnym grobie na cmentarzu Rakowickim w Krakowie (kwatera XXXIV, rząd zachodni, grób 14).

## Odznaczenia
Za udział w powstaniu Janina Giżycka w 1921 została odznaczona odznaką Józefa Hallera „Za służbę narodową”.

## Upamiętnienie
Była jedną z 30 bohaterek wystawy „60 na 100. SĄSIADKI. Głosem Kobiet o powstaniach śląskich i plebiscycie” powstałej w 2019 i opowiadającej o roli kobiet w śląskich zrywach powstańczych i akcji plebiscytowej. Koncepcję wystawy, scenariusz i materiały przygotowała Małgorzata Tkacz-Janik, a grafiki Marta Frej.